# Armanno Pungilupo
Armanno Pungilupo (o Punzilupus, Pungilupus, Punçilupus, Punzilovus; Ferrara, XIII secolo circa – 16 dicembre 1269) è noto per essere stato oggetto di un complesso processo per eresia, che si protrasse dal 1269 al 1301 e coinvolse diversi vescovi, inquisitori e pontefici.

## Biografia e nascita del culto

### Biografia
Quasi nulle sono le informazioni esistenti sulla sua persona.
Armanno trascorre la sua infanzia e gioventù a Ferrara, nella contrada di San Paolo; si suppone fosse figlio di una donna catara.
La prima notizia certa su di lui risale al 1247, seguita da informazioni circa i suoi spostamenti in Romagna, a Vicenza, Verona, Sirmione e Mantova. Egli non pare essere stato attivo sul piano della predicazione religiosa, infatti non elabora alcuna dottrina, ma si limita a praticare una religiosità “del fare” e delle “buone opere”. A causa delle critiche mosse contro la corruzione delle istituzioni ecclesiastiche e degli uomini di Chiesa, nel 1254 è accusato di aderire all’eresia catara ed è processato dagli inquisitori Aldobrandino ed Egidio, frati Predicatori.
In seguito a tortura, Pungilupo confessa di credere al dogma cataro, abiura, paga una multa e viene assolto. Di questo processo ci è stato tramandato solamente l’atto di abiura. Fino al 1269, anno della sua morte, non si hanno certezze sulla sua condotta di vita; viene descritto contraddittoriamente come un cristiano fedele, un frequentatore dei buoni cristiani dualisti, dai quali avrebbe ricevuto il consolamentum, e un Valdese.
Il 16 dicembre 1269 muore a Ferrara e viene sepolto nella cattedrale cittadina. In brevissimo tempo, attorno alle sue spoglie, cui viene attribuito potere taumaturgico, si sviluppa un vero e proprio culto, sostenuto dal vescovo di Ferrara Alberto Pandoni, dai canonici e da innumerevoli uomini e donne. Questa venerazione è fortemente contrastata dall’inquisitore Aldobrandino, colui che aveva processato Armanno quindici anni prima; a proposito vengono avviati due processi paralleli, uno per la canonizzazione del Pungilupo e uno per la sua condanna ad eretico, che si protrarranno per un trentennio.  
È stato osservato che anche il soprannome Pungilupo può evocare l’ambiguo uso dell’accusa di eresia nelle dinamiche di controllo dei culti locali: Pungilupo è infatti traducibile come “uccisore di lupi” – che possono essere gli eretici, o gli inquisitori e il clero corrotto.  

## Laquerelle post mortem

### Le fonti

#### Il "libello" d'accusa
Non sono a noi pervenuti gli atti originali della vicenda inquisitoriale che coinvolge il Pungilupo dopo la sua morte. Grazie a Pellegrino Prisciani, umanista modenese e uomo alla corte degli Estensi, conosciamo il “libello” di accusa finale, redatto a fine XIII secolo dagli inquisitori ferraresi e consegnato alla commissione incaricata di mettere fine al processo nel 1300. Il libello riporta solamente le sintesi delle accuse – per lo più di catarismo - suddivise in 14 rubricae ed estratti di alcune testimonianze a conferma di ogni accusa. Le deposizioni testimoniali, forniscono pochissime informazioni sui testimoni –se catari indicati come credens hereticorum -, su luogo e data e sul notaio redattore. Il dossier, dunque, non ha permesso di ricostruire con coerenza e linearità la vicenda, anzi ha dato vita a incertezze ed errori di trascrizione. 

#### Il frammentoextralibello
Appartiene al dossier sul Pungilupo anche un frammento proveniente da un registro inquisitoriale del XIII secolo, assemblato nel 1288, in un periodo successivo alla redazione. Attualmente conservato presso l’Archivio delle Ipab di Milano, apparteneva forse all’Archivio dell’inquisizione di Ferrara. Il frammento, redatto su una pergamena più liscia e sottile dei consueti supporti notarili, dovrebbe essere uno dei primi fogli dei quattro o cinque totali di cui si ipotizza fosse composto il dossier. Il foglio riporta solo dieci testimonianze (14-23), rispetto alle quarantatré del libello del Prisciani e le numerazioni delle rubricae a destra e dei testimoni a sinistra non sono integre. Databili tra il 1270 e il 1275, le testimonianze si riferiscono in toto ad accuse di eresia e catarismo avanzate, per lo più da catari stessi, nei confronti di Armanno Pungilupo. Grazie a questo frammento è stato possibile ricostruire in maniera virtuale la struttura del registro in questione e i nuovi elementi scoperti, seppur pochi, hanno permesso di conoscere nuovi stralci della vicenda del santo – eretico.

### I processi paralleli

#### Prima fase (1269-1272)
Il 19 dicembre 1269, una commissione composta dal vescovo Pandoni, dai membri del capitolo cattedrale e da molti fedeli inizia l’inquisitio pro sanctitate, raccogliendo testimonianze in favore della santità di Armanno Pungilupo. Queste vengono redatte da un notaio e corredate di testimonianze di conferma, anche mediche, giunte a noi in una copia postuma. Significativa è anche la comparsa di numerosi ex voto. Il processo prosegue nel gennaio del 1270 e intervengono numerosi testimoni.
Numerose sono le testimonianze di guarigioni da infermità quali, cecità, tumori, gotta, paralisi e fistole, avvenute per intercessione del Pungilupo. Due donne confermano i poteri taumaturgici delle spoglie di Armanno, dicendo l’una di esser stata guarita da un tumore all’occhio destro, l’altra di aver visto la figlia guarita da un ascesso incurabile, in seguito a un pellegrinaggio al sepolcro del santo. Ancora, nel febbraio 1270, un uomo incarcerato per omicidio a Capodistria, afferma di essere stato liberato dopo aver pregato il Pungilupo, di cui aveva sentito parlare nella piazza situata di fronte alla prigione. Infine, il 27 aprile 1272 si registrano sette deposizioni di sacerdoti, riguardanti l’ortodossia di Armanno.
Il 7 giugno 1270, frate Aldobrandino inquisitore di Ferrara, inizia la raccolta di testimonianze contro la santità di Armanno, deciso a dimostrarne l’eterodossia; le indagini sul suo passato rivelano un legame più che certo con eretici e ambienti eterodossi. Tra i testimoni interrogati da Aldobrandino, per lo più catari, in molti confermano la partecipazione di Armanno a rituali catari e il suo ricevimento del consolamentum, il battesimo cataro. Molti testimoniano incontri del Pungilupo con i buoni cristiani dualisti, visite a eretici incarcerati o infermi, diffusione di credenze eterodosse, pubblico schernimento della dottrina della transustanziazione e di altre dottrine cristiane e persino l’accompagnamento al rogo di un eretico.
La persistenza di un legame tra Armanno e i buoni cristiani dualisti successivamente all’abiura del 1254, lo rende un relapso, ovvero un ricaduto nell’eresia; per questo Aldobrandino nel 1271 ordina al vescovo di Ferrara la riesumazione e il rogo delle spoglie del “santo - eretico”. Al netto rifiuto seguono la scomunica del vescovo e dei canonici e l’interdetto sulla città da parte dell’inquisitore, sanzioni revocate dall’inquisitor generalis, cardinal Giovanni Gaetano Orsini, figura di raccordo tra il papa e gli inquisitori. Questo avvenimento dimostrerebbe il sostegno del pontefice, Gregorio X, al culto di Armanno Pungilupo.
La disputa si sopì per una decina di anni.

#### Seconda fase (1286-1288) e condanna definitiva (1301)
Nel 1286, entrambi i processi riprendono. Il nuovo vescovo di Ferrara Guglielmo e l'inquisitore fra Florio inviano a papa Onorio IV nuove testimonianze pro e contro Armanno Pungilupo. Tra le testimonianze a favore della santità compaiono le inquisizioni sui miracoli del 1269-70 e del 1272. Le inchieste proseguono sino al 1288, passando a diversi papi, vescovi e inquisitori, senza che però venga raggiunto un verdetto definitivo.
Nel 1300 papa Bonifacio VIII istituisce il primo giubileo universale della Chiesa cattolica e, in questa occasione, sprona alla chiusura dei processi irrisolti dell’inquisizione. Il pontefice, a differenza di Gregorio X, non supporta i sostenitori di Armanno e rifiuta di ricevere il canonico Bonfaminio, procuratore dell’arciprete e del capitolo di Ferrara. Il 20 dicembre 1300 Bonifacio VIII redige due lettere indirizzate all’inquisitore Guido da Vicenza; nel primo documento istituisce una commissione cardinalizia, mentre nel secondo sollecita la chiusura del processo sul Pungilupo. La commissione è costituita da frati Predicatori e, in seguito all’esaminazione del dossier precedentemente redatto, contenente le testimonianze pro sanctitatae e pro haeresi, giunge a un verdetto.
Il 22 o 23 marzo 1301, nella sala del capitolo dei Predicatori di Ferrara, Guido da Vicenza condanna Armanno Pungilupo colpevole di eresia. Il frate intima la riesumazione e il rogo delle spoglie entro tre giorni e la distruzione dell’arca, dell’altare e degli ex voto dedicati al Pungilupo, pena la scomunica del capitolo cattedrale e l’interdetto sulla città, con l’approvazione del pontefice. Armanno diviene definitivamente eretico ed è sottoposto a una vera e propria damnatio memoriae.
In tempi recenti, la vicenda del Pungilupo è stata posta in relazione al controllo dei culti locali da parte degli ordini mendicanti attraverso iniziative inquisitoriali. Infatti, nel tredicesimo secolo le comunità cittadine sentono sempre più la necessità di acquisire un santo locale, per assicurarsi benessere fisico e religioso, oltre che un guadagno economico. Il controllo della santità è però una pratica contesa tra il pontefice, che dall’inizio del XIII secolo ha aumentato la sua autorità in materia, privando i vescovi del diritto di concedere la canonizzazione e le istituzioni ecclesiastiche locali. Questo spiegherebbe la “battaglia” del vescovo e del capitolo cattedrale di Ferrara per il riconoscimento del loro santo, contro un’inquisizione decisa a regolare l’attribuzione della santità e a eliminare quei culti nati a livello locale senza l’approvazione di Roma. Vicenda simile è quella di Guglielma da Milano, venerata come incarnazione femminile della Terza Persona della Trinità, fatta santa alla sua morte nel 1281 o 1282 e dichiarata eretica nel 1300, su ordine di Bonifacio VIII.